# St. Marien (Kempfenbrunn)

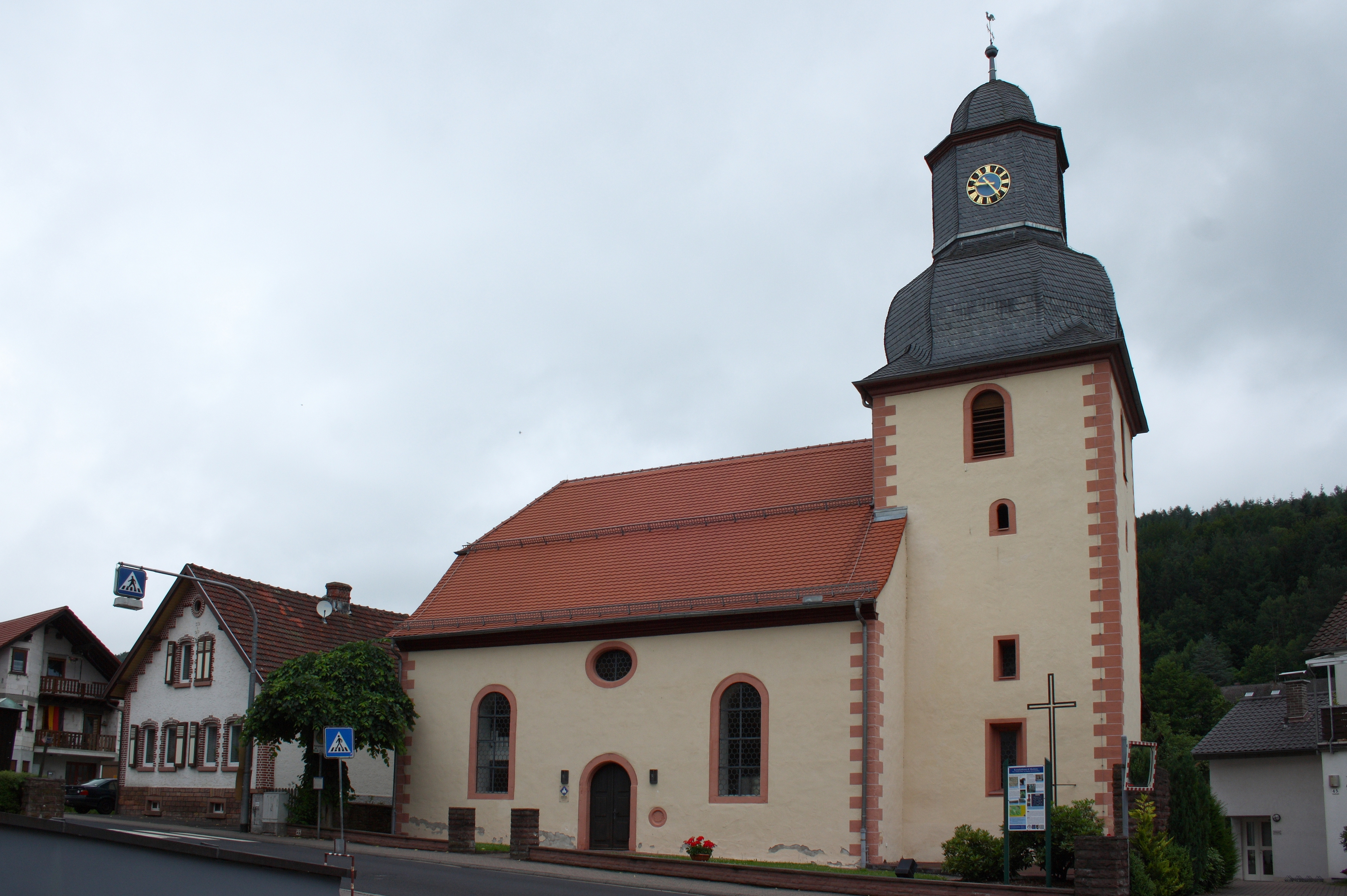
Evangelische Kirche St. Marien

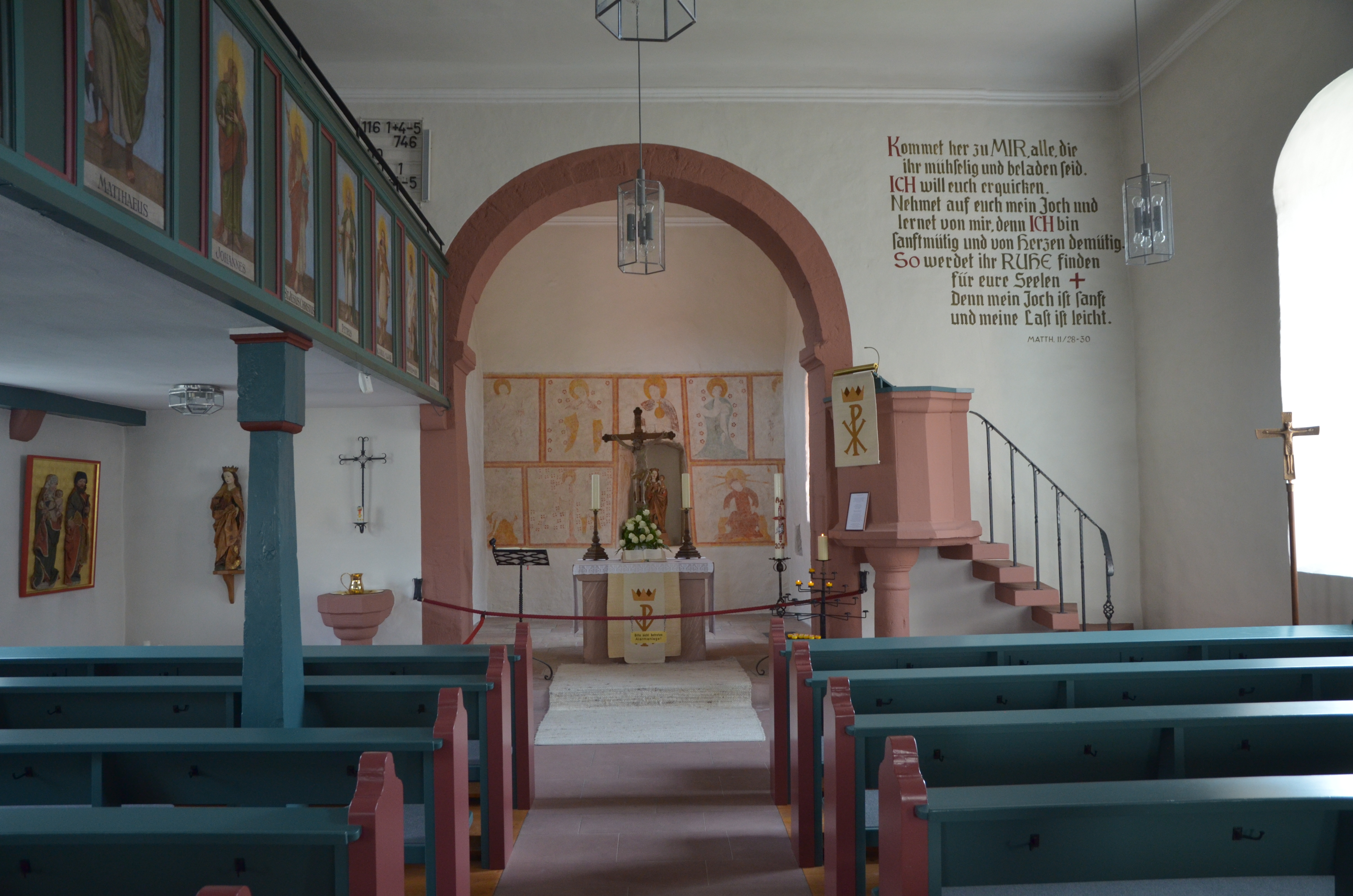
Innenraum

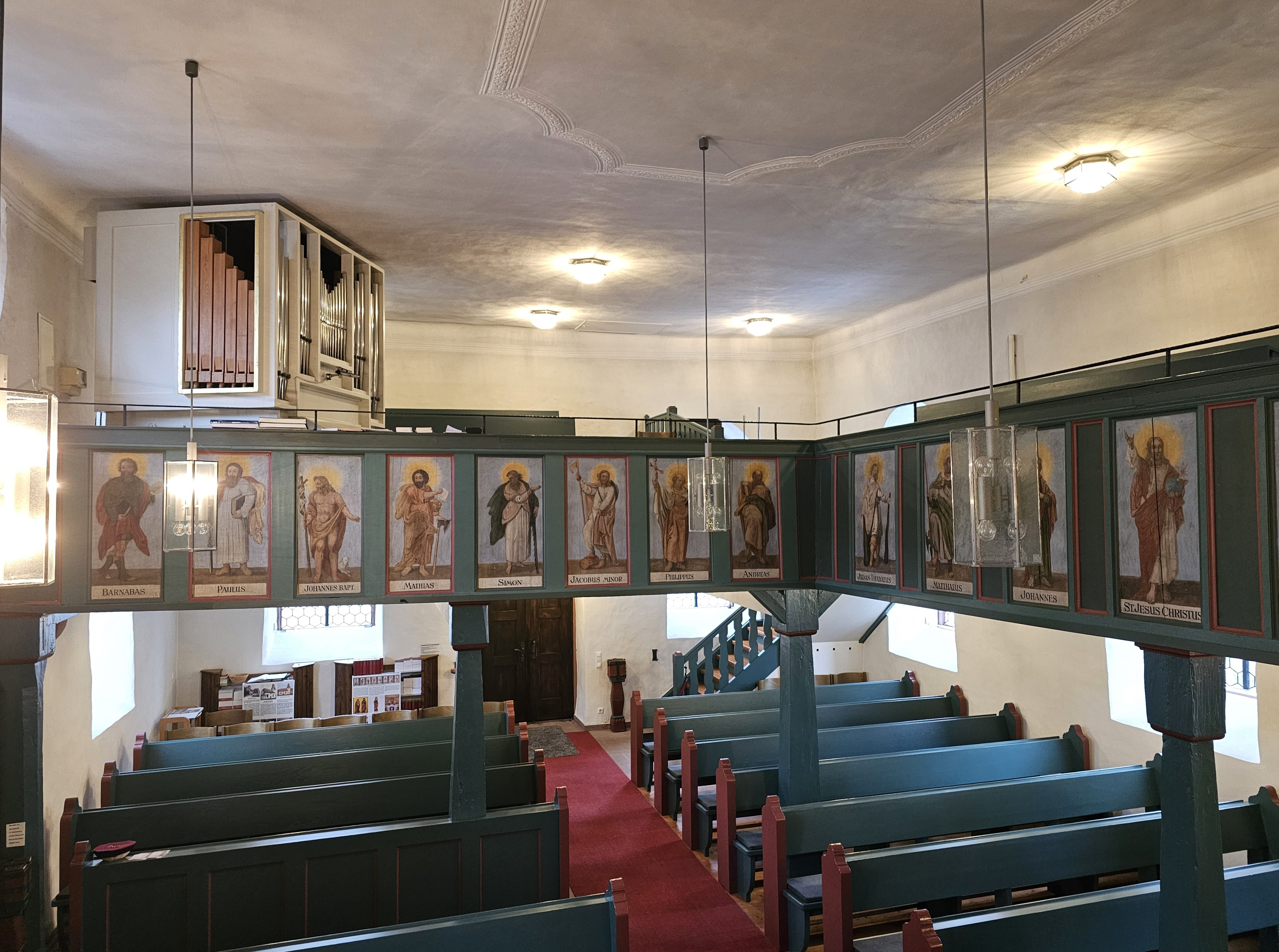
Blick zur Orgel

Die evangelische Kirche St. Marien in Kempfenbrunn, einem Ortsteil von Flörsbachtal im hessischen Main-Kinzig-Kreis, ist eine romanische Chorturmkirche aus der ersten Hälfte des 13. Jahrhunderts. Der in der Spätgotik veränderte Turm wurde 1728 erhöht und mit einer Laternenhaube versehen. 1977/78 wurden im Chor gotische Wandmalereien freigelegt. Als man in den Jahren 2001 bis 2004 umfangreiche Restaurierungsarbeiten durchführte, wurden dabei weitere Wandmalereien im Turm entdeckt.

## Innenraum
Der heutige Saalbau entstand 1726/28, als das Langhaus der Kirche fast um das Doppelte erweitert und der Eingang in die Mitte der Nordwand verlegt wurde. Seitlich des Portals wurden große Rundbogenfenster und über dem Portal ein Okulus durchgebrochen. An zwei Seiten wurden damals Emporen eingebaut.

## Wandmalereien
Die Wandmalereien im Chor sind in zwei Reihen angeordnet. Auf den oberen Feldern wird Christus als Weltenrichter oder Salvator mundi dargestellt, umgeben von den Aposteln, die Spruchbänder in den Händen halten. In der unteren Reihe sind Fragmente der Passion Christi erhalten.

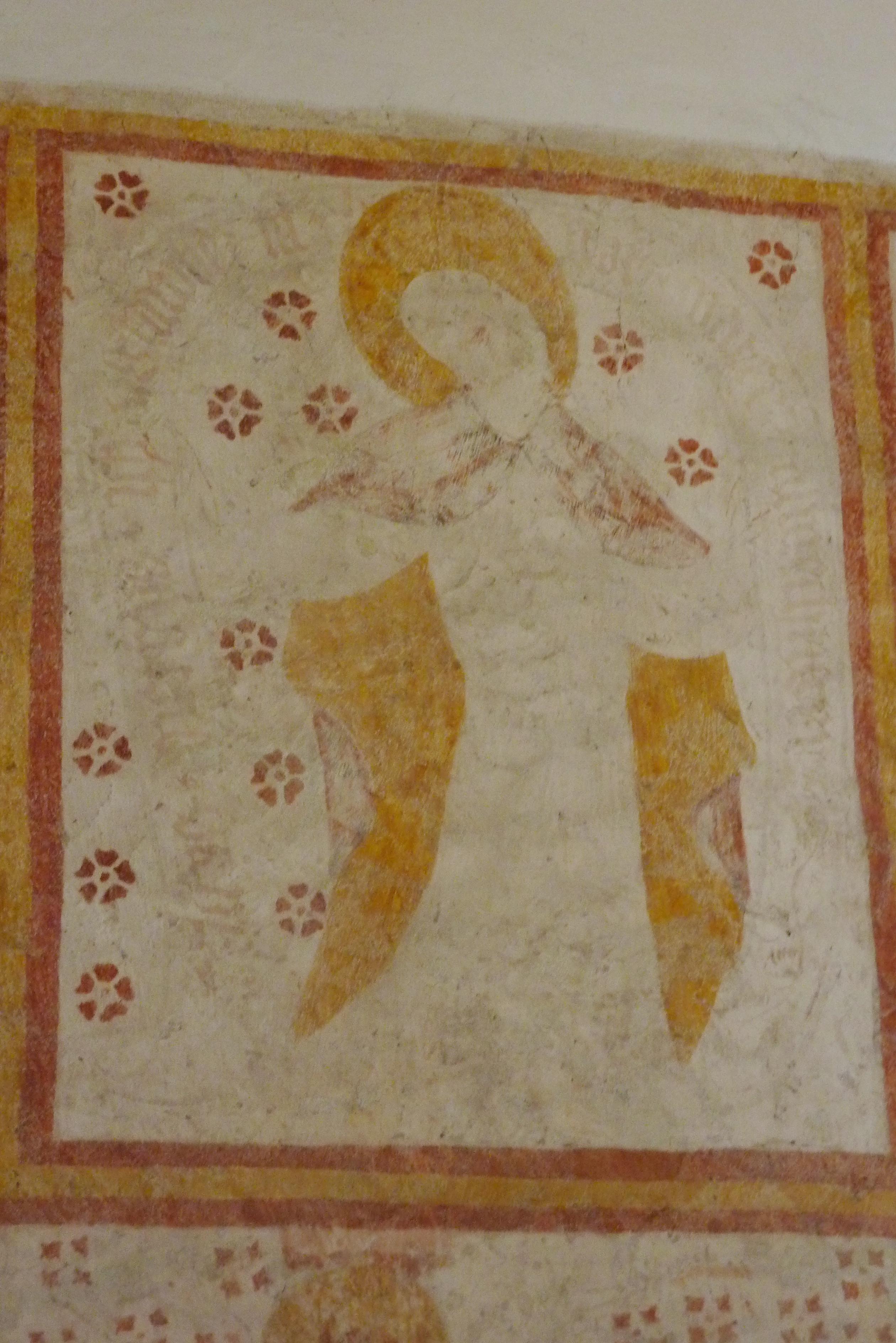
Apostel
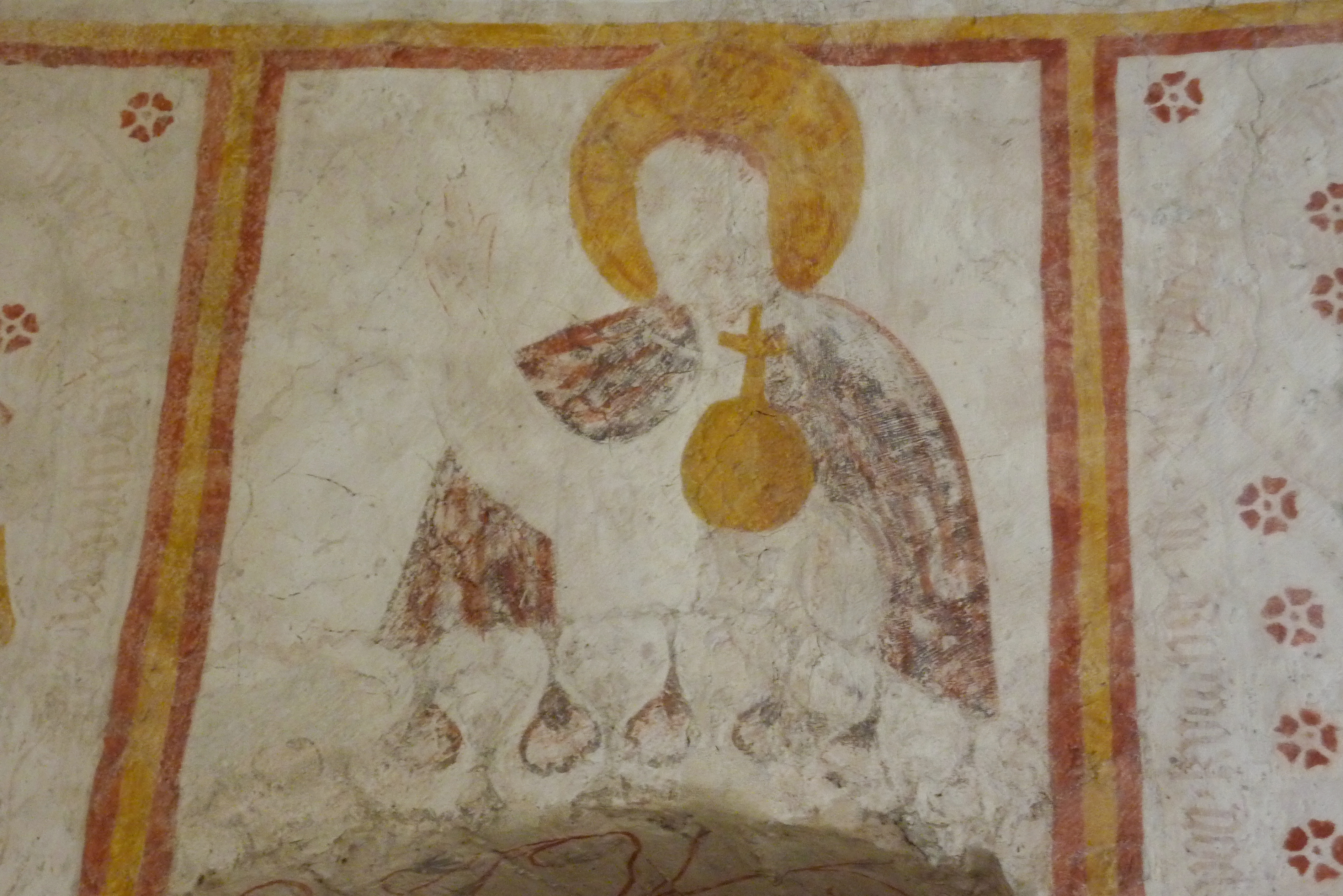
Christus als Weltenrichter oder Salvator mundi
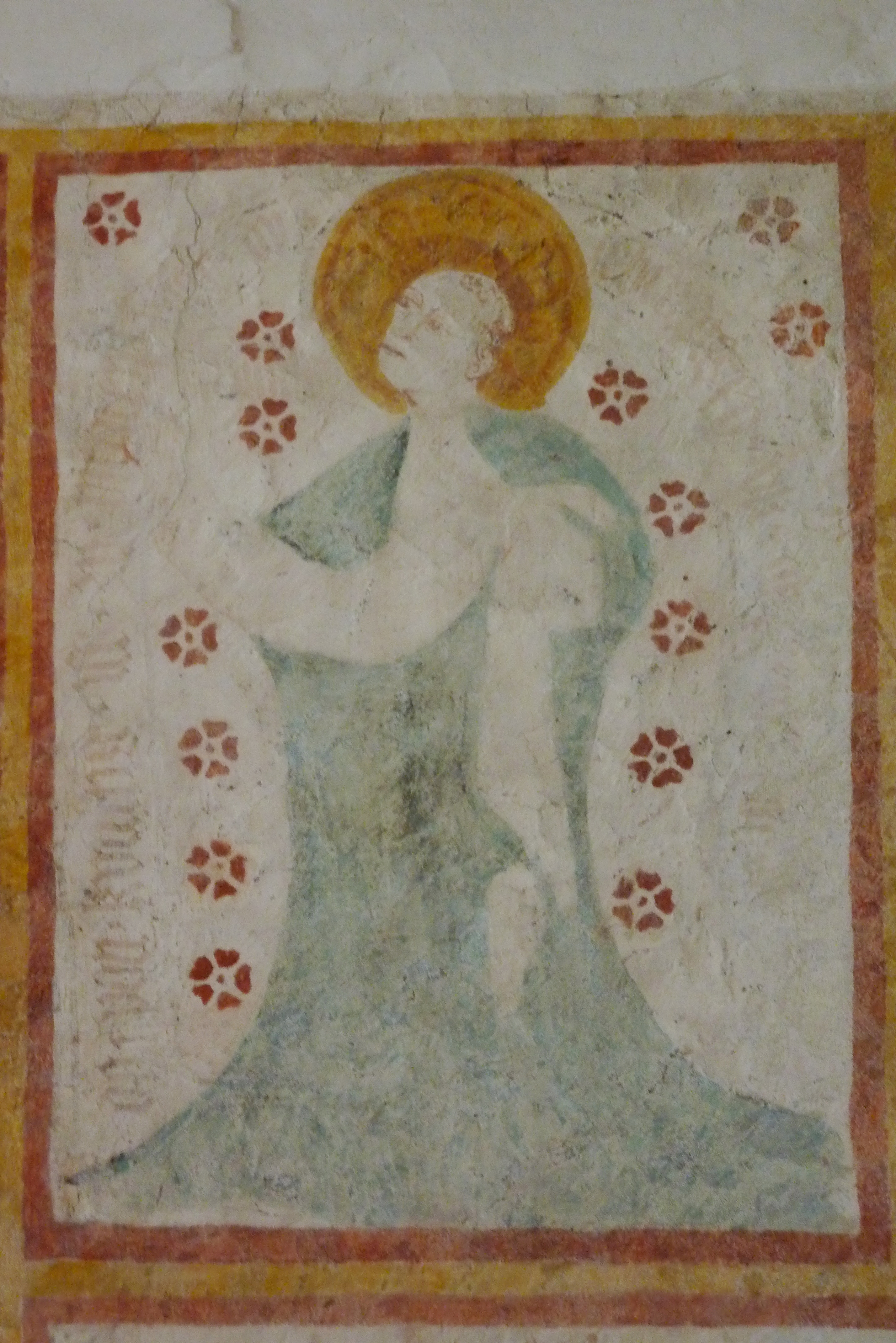
Apostel
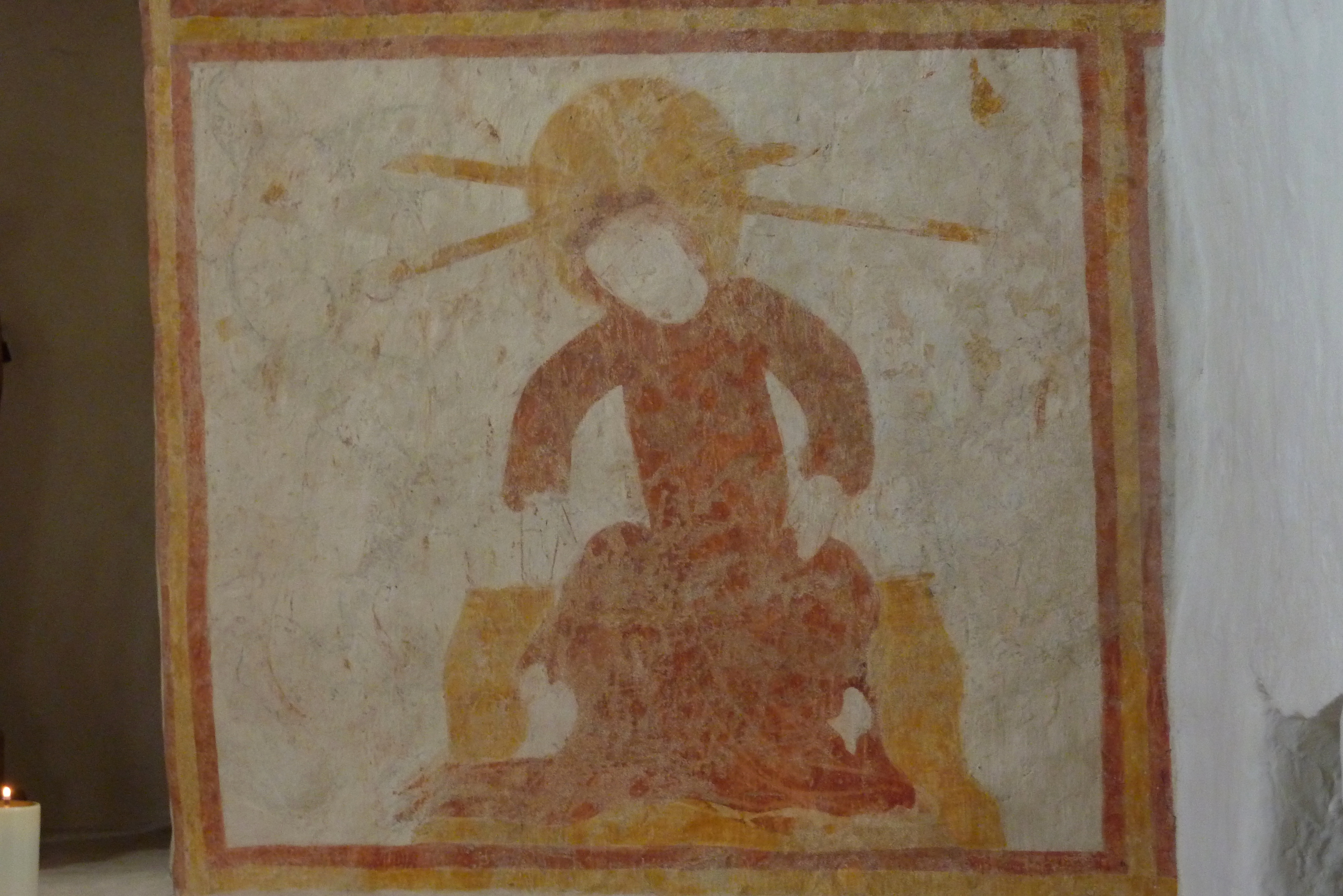
Dornenkrönung Christi

## Ehemaliges Hochaltarretabel

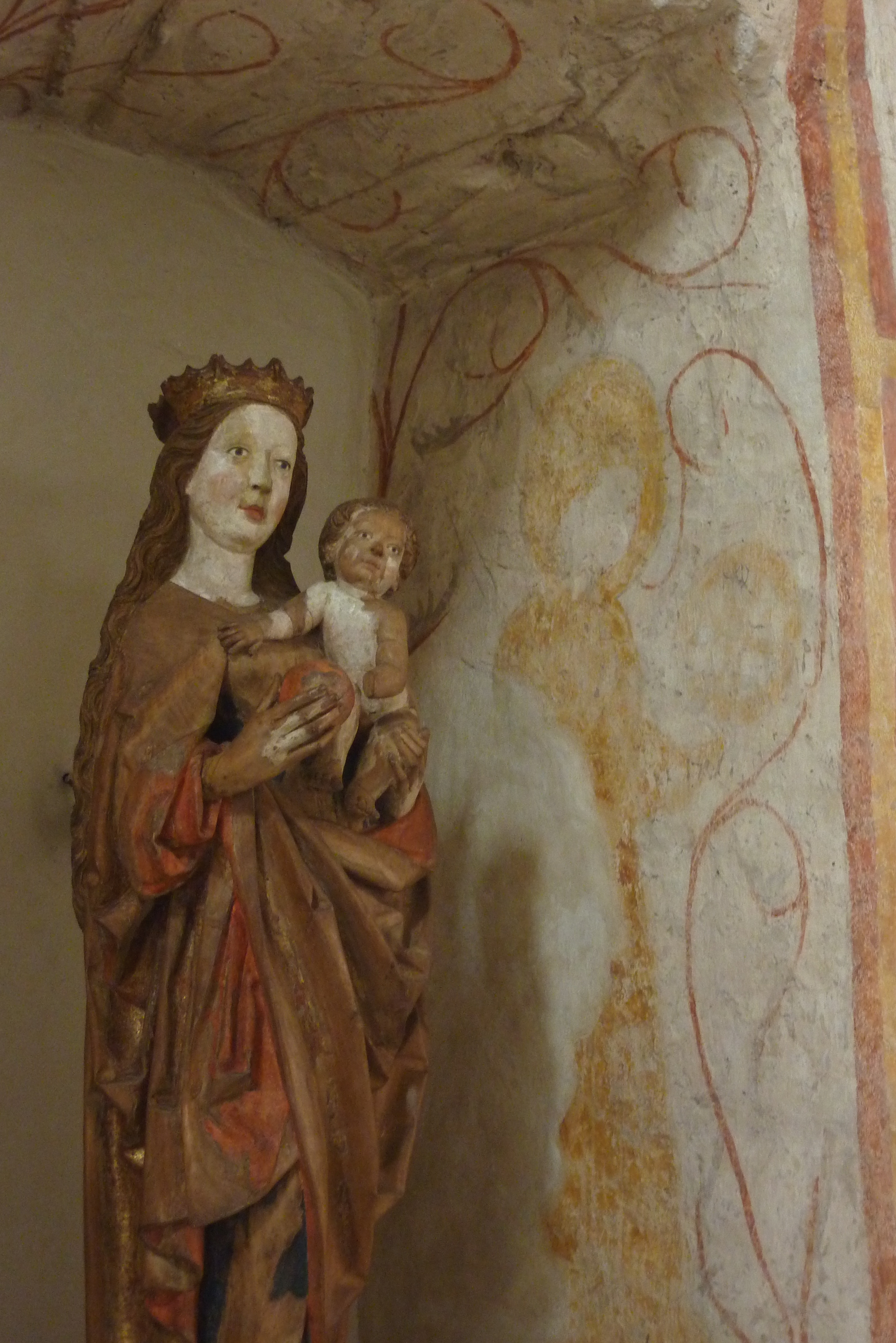
Madonna mit Kind

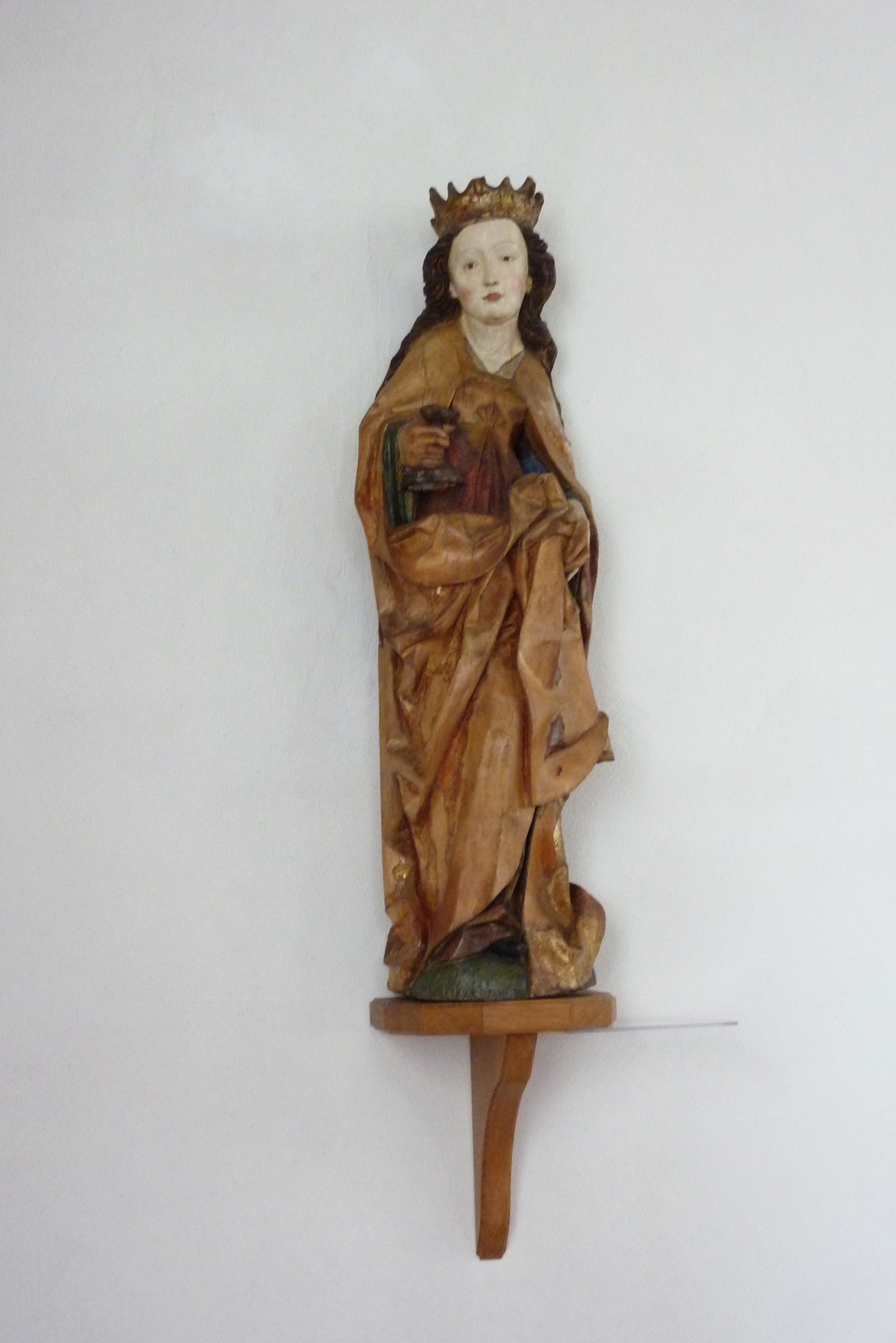
Heilige Barbara

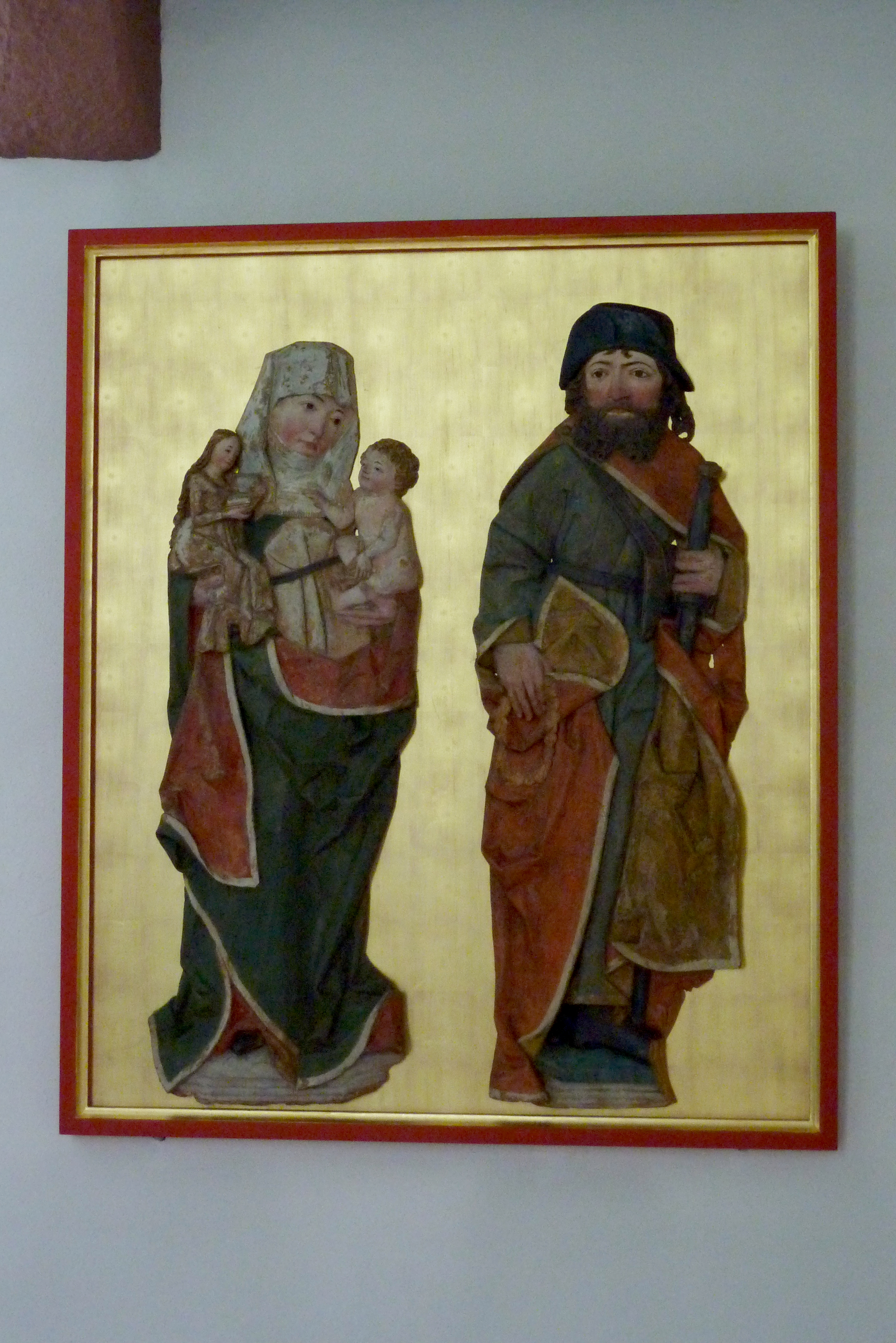
Relief, Anna selbdritt und Apostel Jakobus

Die aus Lindenholz geschnitzten und farbig gefassten Skulpturen der heiligen Barbara und einer Madonna mit Kind gehörten ursprünglich zum Hochaltarretabel der Kempfenbrunner Kirche. Dieses Altarretabel, das um 1500 datiert wird, bestand aus einem Schrein mit Schnitzfiguren und zwei Flügeln, die außen bemalt und innen mit Reliefs versehen waren. Das Relief auf Goldgrund, auf dem Anna selbdritt und der Apostel Jakobus dargestellt sind, befand sich an der Innenseite einer der beiden Flügel des Altars. Es hängt heute an der Nordwand des Langhauses. Die Schnitzfigur der Madonna mit Kind steht heute in einer Nische hinter dem Volksaltar im Chorturm, sie wird in das frühe 16. Jahrhundert datiert. Die Figur der heiligen Barbara steht auf einer Konsole an der östlichen Langhauswand.

## Weitere Ausstattung
- Die Kanzel aus Sandstein stammt aus dem 16. Jahrhundert und ist mit dem Wappen der Grafen von Hanau versehen.
- Die Brüstungsfelder der Emporen sind mit den Darstellungen der Apostel ausgemalt. Sie stammen aus dem 18. Jahrhundert.
- Die Orgel auf der Empore mit sechs Registern auf einem Manual und Pedal wurde von Bernhard Schmidt aus Gelnhausen erbaut.[2]